# Lindsaea kawabatae
Lindsaea kawabatae är en ormbunkeart som beskrevs av Kurata. Lindsaea kawabatae ingår i släktet Lindsaea och familjen Lindsaeaceae. Inga underarter finns listade.